# アトラスIII
アトラス III は2000年から2005年迄に使用されたアメリカ合衆国の人工衛星打ち上げ用のロケットである。ロッキード・マーティンが開発、生産した。アトラス Aから続くアトラスロケットの系譜において以前の1.5段式(線上に配置した3基のエンジンの中で両側の2基を上昇途中に切り離し、中央のエンジンのみで上昇を続ける)の機種と比較して初めて"普通に"2段式機種である。

## 詳細
アトラス III は2段式で、第1段は新型であるが第2段は1960年代から多くのアメリカのロケットの上段に使用されてきたセントールで、現在のアトラス VEELVでも使用されている。第1段のエンジンはアトラス Vでも使用されているロシア製のRD-180である。アトラスIIIは2形式がある。基本となるのはアトラスIIIAだがセントール上段ロケットのエンジンが2基あるアトラスIIIBも同様に生産された。

## 打ち上げ
アトラスIIIの初打ち上げは2000年5月24日で、ユーテルサットW4通信衛星を静止軌道へ投入した。全てのアトラスIIIの打ち上げは ケープカナベラル空軍基地のSLC-36B射場から行われた。2005年2月3日にアトラスIIIの最後の打ち上げである6回目の打ち上げが行われ、その時の積載物はアメリカ国家偵察局の衛星だった。

## GXロケット
以前JAXAで開発していたGXロケットは、1段目にロッキード・マーティンが生産するアトラスIIIと新規開発の2段目を使用するものだった。種子島宇宙センターから2010年夏に打ち上げる予定だった。 しかしながら2009年に引退したアトラスIIIの代わりにアトラスVのコモン・コア・ブースターを1段目に使用するように再設計することになり、初打ち上げは2012年にヴァンデンバーグ空軍基地から打ち上げる予定になった。迷走の挙句、この計画は中止された。